# Барановицька рівнина
Барановицька рівнина — рівнина на півночі Брестської і півдні Гродненської областей. Площа — 2,2 тисячі км².
Протяжність рівнини із заходу на схід 90 км, з півночі на південь 60 км. Середня висота 180—190 м над рівнем моря, максимальна висота 218 м (біля села Конюхи Ляховицького району).
Рельєф згладжений, сформований льодовиковими водами. На північному сході озерно-льодовикова улоговина з Колдичевським озером у центрі, з якого бере початок річка Щара.
Під лісами 31 % території, у центральній частині 2 великих масива з сосни і широколиственних порід.
На рівнині Барановицький і Слонімський біологічні заказники республіканського значення.